# جيمس بيرسون (سياسي)
جيمس بيرسون (بالإنجليزية: James Pearson)‏ هو سياسي أمريكي، ولد في 1873 في بانا في الولايات المتحدة، وتوفي في 16 أبريل 1950 في شيناندواه في الولايات المتحدة.